# Caulimoviridae
Famille
Genres de rang inférieur
- Badnavirus
- Caulimovirus
- Cavemovirus
- Dioscovirus
- Petuvirus
- Rosadnavirus
- Solendovirus
- Soymovirus
- Tungrovirus
- Vaccinivirus

Les Caulimoviridae sont une famille de virus de l'ordre des Ortervirales qui comprend dix genres et 85 espèces. Ce sont des virus à ADN double brin non enveloppés qui ont une phase de transcription inverse dans leur cycle de vie (pararétrovirus). Ils sont classés dans le groupe VII de la classification Baltimore. 
Ce sont des phytovirus qui infectent une vaste gamme de plantes monocotylédones et dicotylédones. 
Certains virus provoquent des maladies économiquement importantes dans les cultures des régions tropicales et subtropicales. La transmission se fait par des insectes-vecteurs, dont des Aphidoidea (pucerons), Coccoidea (cochenilles), Cicadellidae (cicadelles), Tingidae (tigres), et par greffage.
C'est la seule famille de virus végétaux possédant un génome d'ADN à double brin.
La plupart des virus endogènes de la famille des Caulimoviridae  ne sont pas infectieux, cependant l'activation des éléments viraux endogènes infectieux se produit chez certaines espèces de plantes, notamment Musa balbisiana, Petunia hybrida et Nicotiana edwardsonii.

## Liste des genres
Selon ICTV :
- Badnavirus ; espèce-type : CoYMV, Commelina yellow mottle virus
- Caulimovirus ; espèce-type : CaMV, Cauliflower mosaic virus
- Cavemovirus ; espèce-type : CsVMV, Cassava vein mosaic virus
- Dioscovirus ; espèce-type : DNAV, Dioscorea nummularia associated virus
- Petuvirus ; espèce-type : PeVCV, Petunia vein clearing virus
- Rosadnavirus ; espèce-type : (RYVV, Rose yellow vein virus
- Solendovirus ; espèce-type : TVCV, Tobacco vein clearing virus
- Soymovirus ; espèce-type : SbCMV, Soybean chlorotic mottle virus
- Tungrovirus ; espèce-type : RTBV,Rice tungro bacilliform virus
- Vaccinivirus ; espèce-type : BFDaV, Blueberry fruit drop associated virus